# استوديو منتصف الليل
استوديو منتصف الليل ((الكورية: 야한 사진관)) هو مسلسل تلفزيوني كوري جنوبي، من بطولة جو وون، كوون نارا، يوو ان-سو، اوم مون-سوك. مبني على رواية التي تحمل نفس الاسم، تدور أحداث المسلسل حول استوديو مليء بالطاقة ومصور يلتقط صورًا لأشخاص المتوفين حديثا. عرض على قناة ENA في 11 مارس 6 مايو 2024، تم بثه كل يومي الاثنين والثلاثاء الساعة مساءً 22:00 (KST).

## ملخص
يحكي المسلسل قصة مصور فوتوغرافي مليىء بالشكوك يدير استوديو تصوير مخصص للموتى فقط، ومحامية شغوفة.

## طاقم

### رئيسي
- جو وون بدور سيو كي جو: مصور فوتوغرافي والمالك السابع لاستوديو الصور الليلي.[2]
- كوون نارا بدور هان بوم: المحامية التي لاتستطيع تحمل الظلم.[1]
- يوو ان-سو بصفته مساعد مدير جو: مندوب مبيعات العملاء في استوديو الصور الليلي.[1]
- اوم مون-سوك بدور بايك نام-جو: محقق جرائم قتل سابق ومسؤول عن مهام متنوعة في استوديو الصور الليلي.[4]

### داعم
- لي بوم سو ري بدور كيم جي وون: أفضل صديقة لبوم.[10]
- كيم يونغ-أوك بدور سو جيوم سون: جدة بوم.[10]
- بارك جونغ-اه بدور كانغ سو مي: محامية موهوبة وهي أيضًا.[6]
- هان-جرو في دور جين نا راي: زوجة نام غو.[10]
- آهن تشانغ هوان بدور لي سيون هو: ضابط شرطة.[10]

## المشاهدات
| الموسم | الموسم | رقم الحلقة | رقم الحلقة | رقم الحلقة | رقم الحلقة | رقم الحلقة | رقم الحلقة | رقم الحلقة | رقم الحلقة | رقم الحلقة | رقم الحلقة | رقم الحلقة | رقم الحلقة | رقم الحلقة | رقم الحلقة | رقم الحلقة | رقم الحلقة | المتوسط |
| الموسم | الموسم | 1          | 2          | 3          | 4          | 5          | 6          | 7          | 8          | 9          | 10         | 11         | 12         | 13         | 14         | 15         | 16         | المتوسط |
| ------ | ------ | ---------- | ---------- | ---------- | ---------- | ---------- | ---------- | ---------- | ---------- | ---------- | ---------- | ---------- | ---------- | ---------- | ---------- | ---------- | ---------- | ------- |
|        | 1      | 454        | 605        | 555        | 628        | 572        | 506        | 439        | 532        | 508        | 504        | 500        | 337        | 531        | 403        | 393        | 523        | 499     |

| الحلقات | تاريخ البث    | تقييمات (نيلسن كوريا) | تقييمات (نيلسن كوريا) |
| الحلقات | تاريخ البث    | على الصعيد الوطني     | سيئول                 |
| ------- | ------------- | --------------------- | --------------------- |
| 1       | 11 مارس 2024  | 2.107%                | 2.221%                |
| 2       | 12 مارس 2024  | 2.508%                | 2.443%                |
| 3       | 18 مارس 2024  | 2.346%                | 2.569%                |
| 4       | 19 مارس 2024  | 2.477%                | 2.398%                |
| 5       | 25 مارس 2024  | 2.293%                | 1.988%                |
| 6       | 1 ابريل 2024  | 2.233%                | 2.261%                |
| 7       | 2 ابريل 2024  | 1.765%                | 1.760%                |
| 8       | 8 ابريل 2024  | 2.176%                | 2.447%                |
| 9       | 9 ابريل 2024  | 2.068%                | 2.213%                |
| 10      | 15 ابريل 2024 | 2.149%                | 2.232%                |
| 11      | 16 ابريل 2024 | 2.085%                | 1.865%                |
| 12      | 22 ابريل 2024 | 1.398%                | 1.428%                |
| 13      | 23 ابريل 2024 | 2.282%                | 2.439%                |
| 14      | 29 أبريل 2024 | 1.608%                | 1.369%                |
| 15      | 30 أبريل 2024 | 1.974%                | 2.072%                |
| 16      | 6 مايو 2024   | 1.963%                | 1.927%                |
| متوسط   | متوسط         | 2.090%                | 2.102%                |

## الانتاج
المسلسل من إخراج سونغ هيون-ووك، اعماله مسلسل أصدقاء أنيقون (2020)، وشارك في إخراج تحت جناح السرية، عاطفة الملك، ملعقة ذهبية. ومن كاتبة كيم يي رانغ اعمالها مسلسل انا لست ريبوت (2019). ومن تخطيط كي تي استوديو وانتاجه من قبل استوديوهات سلينج-شوت واستوديوهات سي-جيس.

## روابط خارجية
- الموقع الرسمي
 (بالكورية)
- استوديو منتصف الليل على موقع IMDb (الإنجليزية)
- استوديو منتصف الليل على موقع قاعدة بيانات الفيلم (الإنجليزية)
- استوديو منتصف الليل على هانسينما